# 阿米伊
阿米伊（法語：Amilly，法語發音：[amiji]）是法国卢瓦雷省的一个市镇，位于该省东北部，属于蒙塔日区。

## 地理
阿米伊（47°58'23"N, 2°46'13"E）面积40.26 平方千米，位于法国中央-卢瓦尔河谷大区卢瓦雷省，该省份为法国中北部省份，北起埃松省，西北接厄尔-卢瓦省，西南接卢瓦-谢尔省，南至涅夫勒省和谢尔省，东临约讷省，东北接塞纳-马恩省。
与阿米伊接壤的市镇（或旧市镇、城区）包括：波库尔、卢万河畔沙莱特、拉沙佩勒圣塞皮尔克尔、卢万河畔孔夫朗、蒙塔日、韦尼松河畔莫尔芒、圣日耳曼德普雷、埃尔穆瓦地区拉塞尔、维勒芒德尔。

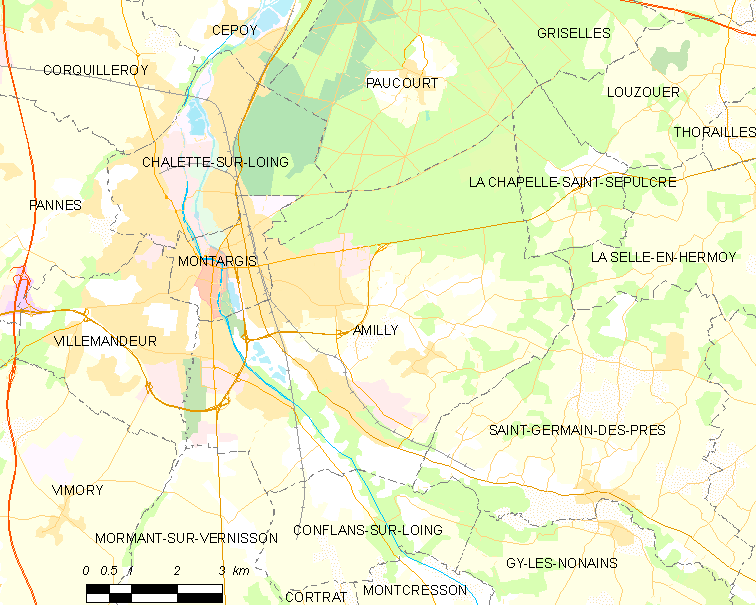
阿米伊的OSM定位图

阿米伊的时区为UTC+01:00、UTC+02:00（夏令时）。

## 行政
阿米伊的邮政编码为45200，INSEE市镇编码为45004。

## 政治
阿米伊所属的省级选区为卢万河畔沙莱特县。

## 人口

1962-2008年间阿米伊人口变化图示

阿米伊于2022年1月1日时的人口数量为13432人。